# Christian Rabl
Christian Rabl (* 28. April 1971 in Wiener Neustadt) ist ein österreichischer Jurist und Hochschullehrer an der Universität Wien.

## Leben
Nach der Matura 1989 am Bundesgymnasium Wiener Neustadt studierte Rabl die Rechtswissenschaften an der Universität Wien. Sein Studium schloss er 1993 mit der Sponsion zum Magister der Rechtswissenschaften ab. Im selben Jahr begann er seine Tätigkeit am Wiener Institut für Zivilrecht als wissenschaftlicher Assistent, die er 2002 wieder aufgab. 1996 promovierte er ebenda zum Doktor der Rechtswissenschaften. Nach seiner Habilitation 2002 wurde ihm die Lehrbefugnis für Zivilrecht verliehen.
Im Anschluss war er zunächst außerordentlicher Universitätsprofessor am Institut für Zivilrecht der Universität Wien, arbeitete ab 2006 aber hauptsächlich als Rechtsanwalt. 2010 kehrte er zurück zu Forschung und Lehre und wurde ordentlicher Professor für Bürgerliches Recht und Recht der Finanzdienstleistungen an der Universität Salzburg. 2013 kehrte er an seine alma mater nach Wien zurück und ist seitdem Universitätsprofessor für Zivilrecht am dortigen Institut für Zivilrecht.
Christian Rabl ist unter anderem Redaktionsmitglied der Österreichischen Notariatszeitung und der Österreichischen Zeitschrift für Verbraucherrecht und Mitherausgeber des Österreichischen Bank-Archivs.

## Veröffentlichungen (Auswahl)
- Schadenersatz wegen Nichterfüllung. Manz, Wien 1998, ISBN 3-214-04924-0 (149 S., Dissertation Universität Wien 1996).
- Altes Testament – neues Testament, die Konkurrenz letztwilliger Verfügungen (= Schriftenreihe des österreichischen Notariats. Band 15). Manz, Wien 2001, ISBN 3-214-00835-8.
- Die  Gefahrtragung beim Kauf (= Schriftenreihe des österreichischen Notariats. Band 21). Manz, Wien 2002, ISBN 3-214-10607-4 (452 S., Veränderte Habilitationsschrift Universität Wien 2002, XLIII).
- Der untreue Treuhänder - Die Verteilung des Veruntreuungsrisikos beim Liegenschaftskauf (= Ecolex spezial). Manz, Wien 2002, ISBN 3-214-12323-8.
- mit Brigitta Zöchling-Jud: Das neue Erbrecht - Erbrechts-Änderungsgesetz 2015. Manz, Wien 2015, ISBN 978-3-214-08312-0.
- Produkthaftungsgesetz. Kommentar von Rudolf Welser und Christian Rabl. 2. Auflage. LexisNexis ARD Orac, Wien 2004, ISBN 3-7007-2618-X.
- mit  Rudolf Welser: Der Fall Klimt: die rechtliche Problematik der Klimt-Bilder im Belvedere. Manz, Wien 2005, ISBN 3-214-00332-1.